# Дарко Тушевлякович
Дарко Тушевлякович (на сръбски: Darko Tuševljaković) е сръбски преводач, поет и писател на произведения в жанра драма, хорър и романтичен трилър.

## Биография и творчество
Дарко Тушевлякович е роден на 21 юни 1978 г. в Зеница, Босна и Херцеговина, Югославия. Отраства и учи в Макарска, Задар и Панчево, където завършва гимназия. Следва английски език и литература в университета в Крагуевац.
Публикува първия си разказ през 2002 г. в сборника „Bun (t) ovna p (r) oza“, проект под егидата на ЮНЕСКО, в който участват млади писатели от Сърбия, Хърватия и Босна и Херцеговина. Разказът е преведена на английски, немски и български език.
Оттогава публикува множество миниатюри, разкази, разкази и стихотворения в различни печатни и електронни списания и антологии. През 2004 г. става носител на сръбската литературна награда за най-добра новела „Лазар Комарчич“ (на името на писателя Лазар Комарчич).
Първият му роман „Senka naše želje“ (Сянката на нашето желание) е издаден през 2010 г. Той е история за детското израстване и намиране на идентичността по пътя на мечтите.
През 2016 г. е издаден романа му „Бездна“. Действието на романа се развива на два етапа. Първият, през 90-те години на ХХ век, проследява летуването на остров Корфу на пенсиониран капитан от бившата югославска армия и съпругата му, спомена за предците им, воювали през Първата световна война за изчезналата Югославия, разликите помежду двамата и признанието на сина им, че е гей. Втората част е в началото на ХХІ век и представя историята на сина, който се среща с младеж повлиял съдбоносно върху живота му. Социалният роман представя „бездните“ между поколенията, съпрузите, половете, нациите, в тълкуването на морала, на миналото и историята. Романът е номиниран за най-престижното сръбско литературно признание – НИН-овата награда за литература. Книгата получава наградата за литература на Европейския съюз за Сърбия за 2017 г.
Освен че пише, той превежда и свири на различни инструменти. Като преводач работи по превода на три нехудожествени книги и превежда романите „Рицар“ на Джийн Улф и „Край Остров на цветята Надеждата е скрита“ на Сердар Юзкан.
Дарко Тушевлякович живее в Белград.

## Произведения

### Самостоятелни романи
- Senka naše želje (2010)
- Jaz (2016) – награда за литература на ЕС
Бездна, изд.: „Унискорп“, София (2019), прев. Ася Тихинова-Йованович
- Jegermajster (2019)

### Сборници
- Ljudske vibracije (2013) – сборник разкази
- Naknadne istine (2017) – сборник разкази